# Exèrcit visigot
L'exèrcit visigot era una organització militar formada principalment per visigots, amb una minoria de "romans", reclutats dins la població nativa del Regne de Toledo.

## Organització de l'exèrcit

### Les Thiufes
L'exèrcit visigot es dividia en grans unitats de mil homes cadascuna anomenades Thiufas que estaven al comandament d'un Thiufadi.

### Les Quingentenes i els Quingentenaris
Les Thiufes es dividien al seu torn en dos blocs o brigades: les Quingentena amb cinc-cents homes al comandament d'un Quingentenarius. De fet existeixen dubtes que la unitat de cinc-cents homes tingués existència independent.

### Les Centenes i els Centenaris
Les Quingentenas o les Thiufes es dividien en cossos o unitats menors anomenats Centenes, de cent homes, al comandament de centenarius.

### Les decania i els decanus
Finalment les centenes estaven formades per uns pilots de deu homes anomenats Decania al comandament d'un Decanus.

## Desercions i negatives a combatre
Sabem que quan un Thiufadi estava implicat en una deserció d'algun dels seus homes, havent estat subornat o no, havia de pagar al comte una suma de nou vegades l'import del suborn o vint sous si no va haver suborn. El quingentenari, el centenari i el decanus havien de pagar respectivament quinze, deu i cinc sous. La summa total així obtinguda era repartida pel comte entre els homes de la centena que s'havia produït la deserció.
Si un oficial centenari desertava al camp de batalla, se li aplicava la pena de mort, llevat que es refugiés en una església; llavors pagava almenys tres-cents sous (distribuïts entre la seva centena) i era degradat a decanus.
Si desertava un suboficial Decanus sol se li imposava una multa de deu sous.
Al soldat desertor se li imposava una multa de deu sous i cent fuetades; aquest últim càstig es complia a la plaça del Mercat de la seva ciutat.
Les desercions eren notificades a l'oficial en cap (Praepositus hostis o comes exercitus) però la sanció corresponia al comte.
Per a les negatives a combatre s'aplicaven les mateixes penes que per a la deserció.

## Convocatòria al combat

### Els compulsors
Quan calia combatre uns esclaus reals coneguts com a Compulsores exercitus viatjaven pel territori i convocaven personalment als gots.
A vegades els visigots subornaven als compulsores per evitar respondre a la convocatòria. Si eren descoberts els que havien eludit el seu deure eren castigados pel comte de la seva ciutat.
Si s'aprofitava l'absència d'un got que havia acudit a la crida al combat per arrabassar-li o apropiar-se de béns que posseïa anteriorment, el que ho feia era castigat pel comte local. Pel que sembla l'absència dels mobilitzats solia ser aprofitada pels mateixos compulsores, bé per furtar en els seus domicilis o bé per apoderar-se de béns.

### Els Erogator Annonae
Cada ciutat o fortalesa tenia un funcionari anomenat Erogator Annonae que distribuïa les provisions a les tropes permanents.

### Els Annonarius
Els Erogator Annonae eren aprovisionats al seu torn pel comte, a través d'un funcionari anomenat Annonarius o Annonae dispensator.
La manca de provisions havia de ser comunicada al Praepositus hostis qui devia notificar-la al rei. Si arribava aquest cas el comte i l'Annonari havien de proveir del seu peculi particular quatre vegades l'aprovisionament degut. Aquestes normes regien no sol per a les tropes de guarnició sinó també per les tropes en batalla, quan era el cas.

### Les Thiufas de les províncies
Sembla que cada província tenia un contingent de tropes al comandament del dux. El nombre de soldats del dux, en temps de pau, s'estimen en uns tres-cents (estimació basada en una indicació concreta i que algunes indicacions semblen assenyalar que l'exèrcit del dux era reduït). No sap si el contingent al servei del dux de la província era aportat proporcionalment pels comtes de les ciutats, o el dux provincial reclutava o mobilitzava pel seu compte.

### Les Thiufas de les ciutats
Cada ciutat que tenia comte visigot havia d'aixecar en temps de guerra, almenys (en teoria) una Thiufa, és a dir mil homes. S'ignora quants estaban mobilitzats permanentment (probablement una centena).

## Canvis amb la llei militar de Vamba
L'exèrcit no va experimentar grans canvis fins que Wamba va portar a efecte la seva campanya militar contra Paulus, Hilderic i els rebels de la Narbonense i Tarraconense oriental. Segurament el rei es va adonar que la maquinària militar no funcionava adequadament i va promulgar una llei militar (1 de novembre del 673).
Fins aleshores s'esdevenia que quan els vascons o altres enemics atacaven el territori d'una ciutat, els perjudicats, grans terratinents, camperols, ciutadans, devien defensar-se pels seus propis mitjans; els efectius de les ciutats veïnes (fins i tot d'altres províncies) havien d'acudir en la seva ajuda, però en general no ho feien amb diverses excuses falses. El rei va castigar amb dures penes a qualsevol que visqués en un ràdio de cent quilòmetres i no acudís a la crida de les armes des que tinguessin la més mínima notícia d'un atac o revolta i sense esperar ordres, incloent a clergues, dels quals no sabem que estiguessin subjectes a mobilització en tots els casos, però si havien de poder ser mobilitzats en els casos urgents. Els que demoressin acudir per qualsevol causa (negligència, covardia, indiferència o expresamente) haurien de contribuir econòmicament a reparar els danys causats per la lluita, car va deure preveure's que se seguiria sense acudir i va caldre considerar un sistema de recaptació (equivaldria de fet a l'antic aurum tironicum). Els inferiors que no tinguessin mitjans de pagar perdrien el dret a ser testimonis e els judicis (dret poc important per als inferiors) i serien venuts com esclaus (el que suposaria un ingrés per al tresor públic) i se'ls confiscarien tots els béns que tinguessin, estalvi si eren membres del clero (bisbes, capellans i diaques, però la resta del clero inferior s'assimilava als laics), en cuyo cas serien desterrats. Si un home estava malalt, havia d'enviar a aquells que depenguessin d'ell, si n'hi havia, i en tot cas havia de presentar un testimoni per provar la seva malaltia.
L'aplicació d'aquesta llei va haver de comportar seriosos problemes, car Ervigi, en el Concili del 681, assegurava que la meitat de la població d'Hispània havia quedat incapacitada per actuar com a testimoni als tribunals, i a causa d'això la justícia podia paralitzar-se (molts pobles no tenien cap persona que estigués capacitada per testificar). Potser el rei exagerava (encara que no és probable que mentís davant els bisbes, car aquests havien de conèixer la situació) o es referia només a les zones afectades pels atacs vascons. El que si és segur és que la Llei no va ser aplicada rigorosament, car tot aquell que estava incapacitat per testificar hagués hagut de ser venut també com esclau, i era evident que no s'havia arribat a això. Per algunes notícies se sospita que la població romana (i alguns gots) eludien els combats com si el pacifisme fora norma general. Sabem que centenars de persones es refugiaven en la religió i ingressaven en monestirs a mitjans del segle vii, i l'abat Fructuós (que després va ser bisbe metropolità de Braga) va sol·licitar del rei que limités els ingressos perquè quedés algú per participar en les expedicions militars; ara l'ingrés en un monestir no els lliuraria de la mobilització, en teoria, encara que potser seguia alliberant en la práctica.
El càrrec de Thiufadi va subsistir durant el segle VII però les seves funcions militars van variar segurament al passar a ocupar preponderantment el lloc dels antics jutges locals gots i romans. També va persistir el compulsor exercitus.
Els oficials centenarius i decanus continuaven manant les unitats, que quan es componien d'un miler d'homes es denominaven Thiufas. Es coneix el càrrec de millenarius però sembla més un jutge militar, i també el quingentenarius sembla haver actuat més com un jutge militar que com oficial al comandament de cinc-cents homes.
Sens dubte hi havia un exèrcit permanent, format essencialment per gots humils (probablement voluntaris) potser amb alguns romans escollits, també voluntaris, anomenats en conjunt inferiors vilioresque. Però en els moments de guerra els mobilitzats com soldats havien de pertànyer a les dues nacionalitats. No obstant això el gruix de l'exèrcit el constituïen les unitats aportades pels diversos nobles (gots o romans), per homes lliures, per lliberts de l'Estat i pels esclaus del tresor, formades pels seus respectius esclaus (o sub esclaus) i lliberts. Sembla que al que té de llarg el segle havia descendit el nombre d'esclaus que aportaven els convocats a les concentracions militars, i en temps de Ervigio no arribaven al vint per cent del nombre total d'esclaus i lliberts que posseïen aquells que participaven en els combats, per la qual cosa el mateix Ervigi va haver de fixar que el percentatge hauria de ser almenys del cinquanta per cent encara que amb un màxim de cinquanta homes, i que tots ells haurien d'anar armats adequadament. Si es descobria a algú que no aportava almenys la meitat, aquells esclaus que haguessin participat en les operacions passarien al Tresor. Més tard Ègica va incloure entre els mobilitzats en les compulsacions, als esclaus manumesos de l'Estat i als seus descendents. Si no acudien a la crida serien convertits de nou en esclaus, llevat que estiguessin malalts o desenvolupessin una comenda reial.
Els soldats portaven petos (zabae), escuts, espases (spathae) i llances o fletxes. Els cavallers portaven javelines i llances. S'usava considerablement algun tipus de catapulta.